# 中島権吉
中島 権吉（なかじま ごんきち、1882年（明治15年）12月20日 - 1946年（昭和21年）12月22日）は、大日本帝国の軍人である。海軍入隊後、海軍少将まで出世し、その後、海軍大学校の教頭を務めた。岡山県高梁市出身。

## 経歴

### 生い立ち
1882年（明治15年）に岡山県上房郡高梁町（現：高梁市川端町）で中島岩松・嘉代の次男として生まれる。旧制高梁中学校（現：岡山県立高梁高校）を経て、1902年（明治35年）海軍兵学校を優等で卒業し、エリートコースを歩むことになる。日露戦争では、東郷艦隊付けとなり、佐世保海兵団附で津島海峡警備に当たった。

### 海軍入隊後
1908年（昭和41年）海軍砲術学校特修科を修了し、1917年（大正6年）に3ヶ月渡米出張した後、大正7年から10年まで（1918～21年）英国に駐在した。この間に海軍中佐となる。帰国後、海軍大学校の教官となり、海戦史を担当する。翌年海軍大佐に昇進。1927年（昭和2年）少将に昇進し、海軍大学校教頭を務める。
1930年（昭和5年）予備役編入され、1945年（昭和20年）4月の終戦間近に退役する。
1946年（昭和21年）12月東京都大森区田園調布で没した。享年64歳。
父の中島岩松は、1888年（明治21年）岡山県高梁市奥万田の権右衛門稲荷神社の寄進者として玉垣に名がある。

## 栄典
- 1906年（明治39年）4月1日 - 勲六等単光旭日章・明治三十七八年従軍記章[3]
- 1912年（明治45年）5月24日 - 勲五等瑞宝章[4]

## 著書
- 開戦前ニ於ケル政治ト統帥,昭和7年(1932年)[5]
- 海軍戦略要論,昭和14年(1939年)[5]
- 日本水軍史, 海軍省海軍軍事普及部,昭和15年(1940年)[5][6]
- 世界政策の争覇と海上権力,大日本学徒海洋教練振興会 ,昭和18年(1943年)[7][8]